# Списак министара иностраних послова Југославије
На овој страни се налази списак свих министара иностраних послова Југославије од њеног оснивања 1. децембра 1918. под именом Краљевина Срба, Хрвата и Словенаца па све до њеног потпуног престанка постојања у тој величини 1992. и касније до 2006. када је Државна заједница Србија и Црна Гора формално раздвојена на Републику Србију и Републику Црну Гору.
Сам назив титуле такође је варирао, нпр. у СФРЈ био је то „савезни секретар за иностране послове“. Коришћени су и називи „министар иностраних дела“, „министар спољних послова“ као и „шеф дипломатије“.

## Министри иностраних делаКраљевине Срба, Хрвата и Словенаца/Југославије
| Слика | Почетак мандата | Крај мандата | Име и презиме                 | Датум рођења и смрти      | Белешка                                                                                              | Странка                           |
| ----- | --------------- | ------------ | ----------------------------- | ------------------------- | --- | --------------------------------- |
|       | 7./20.12.1918.  | 22.11.1920.  | др Анте Трумбић               | 17.5.1864. - 17.11.1938.  | I влада С. Протића, I и II влада Љ. Давидовића, II влада С. Протића и I и II влада М. Веснића        |                                   |
|       | 22.11.1920.     | 1.1.1921.    | др Миленко Веснић             | 13.2.1862. - 15.5.1921.   | II влада М. Веснића                                                                                  |                                   |
|       | 1.1.1921.       | 5.1.1922.    | Никола Пашић                  | 19.12.1845. - 10.12.1926. | XIII, XIV и XV влада Н. Пашића                                                                       | Народна радикална странка         |
|       | 5.1.1922.       | 27.7.1924.   | др Момчило Нинчић             | 10.6.1876. - 23.12.1949.  | XV, XVI, XVII, XVIII и XIX влада Н. Пашића                                                           |                                   |
|       | 27.7.1924.      | 6.11.1924.   | др Војислав Маринковић        | 13.5.1876. - 18.9.1935.   | III влада Љ. Давидовића                                                                              | Демократска странка (Југославија) |
|       | 6.11.1924.      | 6.12.1926.   | др Момчило Нинчић             | 10.6.1876. - 23.12.1949.  | XX, XXI и XXII влада Н. Пашића и I и II влада Н. Узуновића                                           | Народна радикална странка         |
|       | 6.12.1926.      | 24.12.1926.  | Милош Трифуновић              | 30.10.1871. - 19.2.1957.  | II влада Н. Узуновића заступник                                                                      | Народна радикална странка         |
|       | 24.12.1926.     | 12.4.1927.   | др Нинко Перић                | 14.5.1886. - 24.4.1961.   | III и IV влада Н. Узуновића                                                                          | Народна радикална странка         |
|       | 17.4.1927.      | 2.7.1932.    | др Војислав Маринковић        | 13.5.1876. - 18.9.1935.   | I и II влада В. Вукићевића, Влада А. Корошеца, I, II и III влада П. Живковића и Влада В. Маринковића | Демократска странка (Југославија) |
|       | 2.7.1932.       | 24.6.1935.   | Богољуб Јевтић                | 24.12.1886—1960.          | I и II влада М. Сршкића, V, VI и VII влада Н. Узуновића и Влада Б. Јевтића                           | Југословенска национална странка  |
|       | 24.6.1935.      | 5.2.1939.    | др Милан Стојадиновић         | 23.7.1888. - 26.10.1961.  | I, II и III влада М. Стојадиновића                                                                   | Југословенска радикална заједница |
|       | 5.2.1939.       | 27.3.1941.   | др Александар Цинцар-Марковић | 1889—1947.                | I и II влада Д. Цветковића                                                                           | Југословенска радикална заједница |
|       | 27.3.1941.      | 16.4.1941.   | др Момчило Нинчић             | 10.6.1876. - 23.12.1949.  | Влада Д. Симовића Уведен пучом од 27. марта 1941. у егзилу од 16. априла 1941.                       |                                   |

### Министри иностраних дела Краљевине Југославијеу егзилу
| Слика | Почетак мандата | Крај мандата | Име и презиме            | Датум рођења и смрти      | Белешка                                                              | Странка                           |
| ----- | --------------- | ------------ | ------------------------ | ------------------------- | -------------------------------------------------------------------- | --------------------------------- |
|       | 16.4.1941.      | 1.1.1943.    | др Момчило Нинчић        | 10.6.1876. - 23.12.1949.  | Влада Д. Симовића: у егзилу настављен мандат и I влада С. Јовановића |                                   |
|       | 2.1.1943.       | 26.6.1943.   | др Слободан В. Јовановић | 26.11.1869. - 12.11.1958. | II влада С. Јовановића: заступник                                    |                                   |
|       | 26.6.1943.      | 10.8.1943.   | Милан Грол               | 31.8.1876. - 3.12.1952.   | Влада М. Трифуновића                                                 | Демократска странка (Југославија) |
|       | 10.8.1943.      | 1.6.1944.    | др Божидар Пурић         | 19.2.1891. - 28.10.1977.  | Влада Б. Пурића                                                      |                                   |
|       | 1.6.1944.       | 7.4.1945.    | др Иван Шубашић          | 27.5.1892. - 22.3.1955.   | I и II влада И. Шубашића                                             | Хрватска сељачка странка          |

## Повереник за спољне пословеНационалног комитета ослобођења Југославије
| Слика | Почетак мандата       | Крај мандата      | Име и презиме  | Датум рођења и смрти | Белешка                                   | Странка |
| ----- | --------------------- | ----------------- | -------------- | -------------------- | ----------------------------------------- | ------- |
|       | од 29. новембра 1943. | до 7. марта 1945. | Јосип Смодлака |                      | Национални комитет ослобођења Југославије |         |

## Министар спољних пословаДемократске Федеративне Југославије(1945)
| Слика | Почетак мандата      | Крај мандата          | Име и презиме   | Датум рођења и смрти  | Белешка                                                                                            | Странка                          |
| ----- | -------------------- | --------------------- | --------------- | --------------------- | -------------------------------------------------------------------------------------------------- | -------------------------------- |
|       | од 7. марта 1945.    | до 17. октобра 1945.  | др Иван Шубашић |                       | Привремена влада ДФЈ                                                                               |                                  |
|       | од 17. октобра 1945. | до 29. новембра 1945. | Јосип Броз Тито | 7.5.1892. - 4.5.1980. | Привремена влада ДФЈ заступник наставила као влада и после проглашења републике 29. новембра 1945. | Комунистичка партија Југославије |

## Министар иностраних пословаФедеративне Народне Републике Југославије(1945—1953)
| Слика | Почетак мандата | Крај мандата | Име и презиме   | Датум рођења и смрти    | Белешка                                                                                                  | Странка                                                       |
| ----- | --------------- | ------------ | --------------- | ----------------------- | --- | ------------------------------------------------------------- |
|       | 29.11.1945.     | 31.1.1946.   | Јосип Броз Тито | 7.5.1892. - 4.5.1980.   | Привремена влада ДФЈ заступник наставила као влада и после проглашења републике 29. новембра 1945.       | Комунистичка партија Југославије                              |
|       | 1.2.1946.       | 31.8.1948.   | Станоје Симић   | 16.7.1893—1970.         | Влада Јосипа Броза Тита од 1. фебруара 1946. године                                                      | Комунистичка партија Југославије                              |
|       | 31.8.1948.      | 14.1.1953.   | Едвард Кардељ   | 27.1.1910. - 10.2.1979. | Влада Јосипа Броза Тита од 1. фебруара 1946. године и Влада Јосипа Броза Тита од 27. априла 1950. године | Комунистичка партија Југославије /Савез комуниста Југославије |

## Савезни секретар за иностране пословеФНРЈ/СФРЈ(1953—1992)
| Слика | Почетак мандата | Крај мандата | Име и презиме   | Датум рођења и смрти      | Белешка          | Странка                     |
| ----- | --------------- | ------------ | --------------- | ------------------------- | ---------------- | --------------------------- |
|       | 15.1.1953.      | 23.4.1965.   | Коча Поповић    | 14.3.1908. - 20.10.1992.  |                  | Савез комуниста Југославије |
|       | 23.4.1965.      | 25.12.1968.  | Марко Никезић   | 13.6.1921. - 6.1.1991.    |                  | Савез комуниста Југославије |
|       | 25.12.1968.     | 25.4.1969.   | Мишо Павићевић  | 21.4.1915—1995.           | вршилац дужности | Савез комуниста Југославије |
|       | 25.4.1969.      | 1.11.1972.   | Мирко Тепавац   | 13.8.1922 – 28.8.2014.    |                  | Савез комуниста Југославије |
|       | 1.11.1972.      | 15.12.1972.  | Јакша Петрић    | 1.7.1922—1993.            | вршилац дужности | Савез комуниста Југославије |
|       | 16.12.1972.     | 17.5.1978.   | Милош Минић     | 28.8.1914. - 5.9.2003.    |                  | Савез комуниста Југославије |
|       | 17.5.1978.      | 17.5.1982.   | Јосип Врховец   | 9.2.1926. - 15.2. 2006.   |                  | Савез комуниста Југославије |
|       | 17.5.1982.      | 15.5.1984.   | др Лазар Мојсов | 19.12.1920. - 25.8. 2011. |                  | Савез комуниста Југославије |
|       | 15.5.1984.      | 30.12.1987.  | Раиф Диздаревић | 9.12.1926. -              |                  | Савез комуниста Југославије |
|       | 31.12.1987.     | 12.12.1991.  | Будимир Лончар  | 1.4.1924. - 1.9.2024.     |                  | Савез комуниста Југославије |
|       | 12.12.1991.     | 28.4.1992.   | Миливоје Максић | 19.1.1928. - 2.3.2003.    | вршилац дужности | Савез комуниста Југославије |

## Министри иностраних пословаСавезне Републике Југославије(1992—2003)
| Слика | Почетак мандата | Крај мандата | Име и презиме       | Датум рођења и смрти    | Белешка             | Странка                       |
| ----- | --------------- | ------------ | ------------------- | ----------------------- | ------------------- | ----------------------------- |
|       | 15.7.1992.      | 30.9.1992.   | Владислав Јовановић | 9.6.1933. -             | Влада Милана Панића | Социјалистичка партија Србије |
|       | 30.9.1992.      | 4.3.1993.    | Илија Ђукић         | 4.1.1930. - 22.10.2002. |                     |                               |
|       | 4.3.1993.       | 15.8.1995.   | Владислав Јовановић | 9.6.1933. -             |                     | Социјалистичка партија Србије |
|       | 15.8.1995.      | 8.1.1998.    | Милан Милутиновић   | 19.12.1942. - 2.7.2023. |                     | Социјалистичка партија Србије |
|       | 9.1.1998.       | 4.11.2000.   | Живадин Јовановић   | 14.11.1938. -           |                     | Социјалистичка партија Србије |
|       | 4.11.2000.      | 4.2.2003.    | мр Горан Свилановић | 22.10.1963. -           |                     | Грађански савез Србије        |

## Министри иностраних пословаСрбије и Црне Горе(2003—2006)
| Слика | Почетак мандата | Крај мандата | Име и презиме       | Датум рођења и смрти | Белешка                                                          | Странка                |
| ----- | --------------- | ------------ | ------------------- | -------------------- | ---------------------------------------------------------------- | ---------------------- |
|       | 4.2.2003.       | 16.4.2004.   | мр Горан Свилановић | 22.10.1963. -        | Савет министара Србије и Црне Горе                               | Грађански савез Србије |
|       | 16.4.2004.      | 4.6.2006.    | Вук Драшковић       | 29.11.1946. -        | Савет министара Србије и Црне Горе (последњи, наставио у Србији) | Српски покрет обнове   |